# 문경 봉암사 마애보살좌상
봉암사마애보살좌상(鳳巖寺磨崖菩薩坐像)은 대한민국 경상북도 문경시 가은읍 원북리,봉암사(鳳巖寺) 근처에 있는 마애불이다. 1979년 1월 25일 경상북도의 유형문화재 제121호로 지정되었다.

## 개요
경상북도 문경의 봉암사(鳳巖寺) 근처에 있는 마애불이다.
마애불은 절벽의 거대한 바위면이나 돌에 선이나 돋을새김 기법 등으로 조각한 불상을 말한다. 이 불상은 머리 주위의 바위면을 얕게 파서 불상이 들어 앉을 자리를 만들어 머리 부분만 돌출시키고 몸체는 가는 선으로 새겼다.
신체에는 속옷에 매어진 띠매듭이 매우 뚜렷하고, 옷주름은 자연스럽게 밑으로 흘러내렸다. 왼손은 배 위에 얹었고 오른손은 위로 들어 연꽃가지를 들고 있다. 연꽃잎이 새겨져 있는 대좌(臺座)에 앉아 있는 자세로 무릎이 넓고 높아 안정감이 있다.
이 마애불은 전체적으로 탄력과 힘이 감소되고 형식화되어 가는 고려말 조선초의 양식을 보여주고 있다.

## 참고 문헌
- 봉암사마애보살좌상 - 국가유산청 국가유산포털